# Nautichthys robustus
Nautichthys robustus är en fiskart som beskrevs av Peden, 1970. Nautichthys robustus ingår i släktet Nautichthys och familjen Hemitripteridae. Inga underarter finns listade i Catalogue of Life.